# كن ليمانس
كن ليمانس (5 يناير 1983 في بلجيكا - ) هو لاعب كرة قدم بلجيكي في مركز الوسط. شارك مع منتخب بلجيكا تحت 20 سنة لكرة القدم. أما مع النوادي، فقد لعب مع رودا ياي سي وفي في في فينلو وكيه في ميخيلين وهانزا روستوك وDe Treffers ‏.

## روابط خارجية
- كن ليمانس على موقع قاعدة بيانات كرة القدم.إي يو (الإنجليزية)
- كن ليمانس على موقع Soccerway.com (الإنجليزية)
- كن ليمانس على موقع عالم كرة القدم.نت (الإنجليزية)